# صلاح نمر
صلاح نمر (عربی: صلاح الدين محمود نمر؛ زادهٔ ۵ فوریهٔ ۱۹۹۲) بازیکن فوتبال اهل سودان است.
وی همچنین در تیم ملی فوتبال سودان بازی کرده‌است.